# (26661) Kempelen
(26661) Kempelen (2000 WY67) – planetoida z pasa głównego asteroid okrążająca Słońce w ciągu 3,43 lat w średniej odległości 2,27 j.a. Odkryta 27 listopada 2000 roku.